# András Toma
András Toma (5 de diciembre de 1925 - 30 de marzo de 2004) fue un soldado húngaro, considerado probablemente como el último prisionero de guerra de la Segunda Guerra Mundial en ser repatriado, cuando fue descubierto viviendo en un hospital psiquiátrico ruso en el año 2000.

## Biografía
Toma perdió a su madre cuando tenía cuatro años. Vivía en la localidad de Sulyánbokor, cerca de Nyíregyháza, cuando fue reclutado en 1944. Su regimiento luchó en los alrededores de Auschwitz y Cracovia. Fue capturado por el Ejército Rojo el 11 de enero de 1945 y llevado a través de Ucrania y Bielorrusia hasta el campo de prisioneros de guerra de Boksitogorsk, cerca de San Petersburgo. Debido a una enfermedad, fue trasladado de Boksitogorsk a un hospital militar en Bystryagi, 1 000 kilómetros más al este. Como Toma solo hablaba húngaro, los doctores soviéticos pensaron que su idioma era un geringozo inventado por él mismo, por lo que en enero de 1947 fue enviado a un hospital psiquiátrico en Kotélnich. Su nombre dejó de figurar en las listas de prisioneros de guerra y las autoridades húngaras perdieron la pista a Toma, quien fue declarado muerto en 1954.
Toma vivió durante los siguientes 50 años internado bajo el nombre de Андраш Тамаш (András Tamás). Como Toma nunca aprendió ruso y nadie en el hospital hablaba húngaro, aparentemente no había mantenido una sola conversación en más de medio siglo. Un lingüista checo de ascendencia eslovaca, Karol Moravčík, se percató de que en realidad era húngaro y no tenía ningún tipo de desorden ni trastorno mental, por lo que el 11 de agosto de 2000 Toma regresó a Hungría, donde su familia fue identificada mediante pruebas de ADN. Como nunca fue dado de baja del ejército, Toma fue ascendido a sargento mayor por el ministro de Defensa, y como su servicio militar había sido continuo durante todos esos años, sus décadas de salario acumulado no pagado fueron desembolsadas en su totalidad. Toma, que entonces tenía 74 años, se mudó con su hermanastra Anna, quien lo cuidó hasta su muerte en 2004.
Su caso de aislamiento ha sido de gran interés para los campos de la psiquiatría y la psicolingüística.